# Bert St. John
Cecil Bertram Vernon St John (28 de julio de 1879 - 19 de septiembre de 1932) fue un jugador de tenis australiano.
St. John ganó el título de dobles junto a Pat O'Hara Wood en el Campeonato de Australasia, el futuro Abierto de Australia, en 1923, y alcanzó tres finales más en el torneo, perdiendo en individuales ante Pat O'Hara Wood en 1923, en dobles junto a Gordon Lowe en 1915, y en dobles mixtos junto a Margaret Molesworth en 1923.
Es el único jugador que ha alcanzado una final de torneo importante, en individuales o dobles, con solo una mano.

## Finales de Grand Slam

### Individuales (1 subcampeonato)
| Resultado | Año  | Campeonato                | Superficie | Contrincante    | Marcador      |
| --------- | ---- | ------------------------- | ---------- | --------------- | ------------- |
| Derrota   | 1923 | Campeonato de Australasia | Césped     | Pat O'Hara Wood | 1–6, 1–6, 3–6 |

### Dobles (1 título, 1 subcampeonato)
| Resultado | Año  | Campeonato                | Superficie | Compañero       | Contrincantes               | Marcador           |
| --------- | ---- | ------------------------- | ---------- | --------------- | --------------------------- | ------------------ |
| Derrota   | 1915 | Campeonato de Australasia | Césped     | Gordon Lowe     | Clarence Todd Horace Rice   | 6–8, 4–6, 9–7, 3–6 |
| Victoria  | 1923 | Campeonato de Australasia | Césped     | Pat O'Hara Wood | Dudley Bullough Horace Rice | 6–4, 6–3, 3–6, 6–0 |

### Dobles mixtos (1 subcampeonato)
| Resultado | Año  | Campeonato                | Superficie | Compañero           | Contrincantes                   | Marcador      |
| --------- | ---- | ------------------------- | ---------- | ------------------- | ------------------------------- | ------------- |
| Derrota   | 1923 | Campeonato de Australasia | Césped     | Margaret Molesworth | Sylvia Lance Harper Horace Rice | 6–2, 4–6, 4–6 |